# Copa da Alemanha de Futebol de 2017–18
A DFB-Pokal de 2017–18 foi a 75ª temporada anual da Copa da Alemanha. Começou no dia 11 de agosto de 2017  e terminou no dia 19 de maio de 2018. O campeão, Eintracht Frankfurt, ganhou vaga para a Liga Europa da UEFA de 2018–19.

## Participantes
Os 64 participantes foram:
| Bundesliga os 18 clubes da temporada de 2015–16 | 2. Bundesliga os 18 clubes da temporada de 2015–16 | 3. Liga os 4 melhores clubes da temporada de 2015–16 |
| - FC Augsburg - Bayer Leverkusen - Bayern Munich - Darmstadt 98 - Borussia Dortmund - Borussia Mönchengladbach - Eintracht Frankfurt - Hamburger SV - Hannover 96 - Hertha BSC - 1899 Hoffenheim - FC Ingolstadt - 1. FC Köln - Mainz 05 - Schalke 04 - VfB Stuttgart - Werder Bremen - VfL Wolfsburg | - Arminia Bielefeld - VfL Bochum - Eintracht Braunschweig - MSV Duisburg - Fortuna Düsseldorf - FSV Frankfurt - SC Freiburg - Greuther Fürth - 1. FC Heidenheim - 1. FC Kaiserslautern - Karlsruher SC - RB Leipzig - 1860 Munich - 1. FC Nürnberg - SC Paderborn - SV Sandhausen - FC St. Pauli - Union Berlin | - Dynamo Dresden - Erzgebirge Aue - Würzburger Kickers - 1. FC Magdeburg |
| Representantes das associações regionais 24 representantes da 21 associações regionais da DFB, qualificados (em geral) na Verbandspokal de 2015–16 | | |
| - Baden Astoria Walldorf - Bavaria SpVgg Unterhaching Jahn Regensburg - Berlin BFC Preussen - Brandenburg SV Babelsberg - Bremen Bremer SV - Hamburg Eintracht Norderstedt - Hesse Kickers Offenbach                                                                                                  | - Baixo Reno Rot-Weiss Essen - Baixa Saxônia SV Drochtersen/Assel Germania Egestorf/Langreder - Mecklenburg-Vorpommern Hansa Rostock - Middle Rhine Viktoria Köln - Rhineland Eintracht Trier - Saarland FC 08 Homburg - Saxônia FSV Zwickau                                                                    | - Saxônia-Anhalt Hallescher FC - Schleswig-Holstein VfB Lübeck - Sul de Baden FC 08 Villingen - Sudeste SC Hauenstein - Thuringia Carl Zeiss Jena - Westphalia SG Wattenscheid Sportfreunde Lotte - Württemberg FV Ravensburg |

## Final
| 19 de maio de 2018 | Eintracht Frankfurt                      | 3 - 1 | Bayern de Munique | Olímpico, Berlim |
| 20:00              | Ante Rebić '11 '82 Mijat Gaćinović '90+6 |       | Lewandowski '53   |                  |